# Achaea orthogramma
Achaea orthogramma is een vlinder van de familie van de spinneruilen (Erebidae). De wetenschappelijke naam van deze soort is voor het eerst voorgesteld als Ophiodes orthogramma door Paul Mabille in een publicatie uit 1879.
De soort komt voor op Madagaskar.